# Anton Weissenbacher
Anton Weissenbacher (Baia Mare, 20 gennaio 1965) è un ex calciatore rumeno, di ruolo difensore.

## Carriera
Con la Steaua Bucarest vinse 2 campionati rumeni (1985–86, 1986–87), 1 Coppa dei Campioni (1985-86) ed 1 Coppa di Romania (1986-87).